# Hans Brög
Hans Brög (* 29. Dezember 1935 in Kronach) ist ein deutscher Künstler, Autor und Professor für Kunst und Didaktik der Kunst.

## Leben
Hans Brög verbrachte seine Jugend in Ludwigsstadt und besuchte das Alexander-von-Humboldt-Gymnasium Schweinfurt. Von 1957 bis 1968 studierte er Philosophie, Kunstgeschichte und Geographie an der Staatlichen Akademie der Bildenden Künste Stuttgart und an der Technischen Hochschule Stuttgart, ferner Philosophie und Kunstgeschichte an der Eberhard Karls Universität Tübingen und Bildhauerei bei Henri-Georges Adam an der École nationale supérieure des beaux-arts de Paris und im Atelier Johnny Friedlaender in Paris.
Er promovierte beim Philosophen Max Bense. 1972 wurde er zum Ordentlichen Professor nach Köln berufen und 1978 an die Universität Duisburg auf den Lehrstuhl für Kunst und Didaktik der Kunst; seine Emeritierung erfolgte 2001. Seit 1981 ist er Mitglied des Kuratoriums Duisburger Kunstbesitz und Vizepräsident der Vereinigung für Wissenschaftliche Semiotik, seit 1999 Mitglied des Stiftungsrates der Buchheim Stiftung. Er war Mitherausgeber von Semiosis, Zeitschrift für Wissenschaftliche Semiotik sowie der Zeitschrift für Kunstpädagogik.
Brög ist der Vater des Künstlers Ralf Brög und Ehemann der Künstlerin Barbara Wichelhaus. Er lebt in Viersen (Nordrhein-Westfalen).

## Werk
Zu Brögs wissenschaftlichen Arbeitsfeldern gehören neben der Kunstwissenschaft auch Philosophie (Ästhetik, Semiotik) und die Geschichte früher Kunststoffe. Er „hat mit Materialien, Kunststoffen wie Schaumgummi, Kunstharz usw. gearbeitet. Er ist ein Künstler, der nicht nur Bilder macht, sondern auch Texte kreiert, die für sich stehen oder in Bilder eingebunden werden. Die Linearität des Textes wird absorbiert von der Flächigkeit des Bildes […]“. Brögs Kunstschaffen reicht auf dem Hintergrund von Material und Verfahren „von der Aktmalerei zur medienästhetischen Umwandlung naturnaher, gezeichneter, gemalter, fotografierter Objekte, z. B. in der Druckgrafik, von der Benutzung einer künstlerischen Welt der second-hand Bilder als Halbzeuge zu manipulativen, technisch-künstlerischen Verfahren“. Er führte das Verfahren der Thermogravure ein: Seit 1958 wurden von ihm versuche mit polystyrolplatten geeigneten härte- und elastizitätsgrades unternommen, um einen gänzlich neuen, bisher in der radierung noch nie erreichten oberflächencharakter zu erzielen als werkzeug dient nicht mehr primär die radiernadel, sondern der lötkolben, mit dem das material lokal erhitzt wird, dadurch entstehen linien, strukturen, flächen, spuren, da das erhitzte und somit erweichte material verdrängt wird. hierbei erheben sich grate, wälle werden aufgeworfen, diese grate und wälle sind jetzt aber, im gegensatz zur kaltnadelradierung, in ihrer höhe und breite sehr stark variabel, nicht mehr notgedrungen scharfkantig.

## Ausstellungen
- 1959: Kunstpreis junger westen, Kunsthalle Recklinghausen
- 1968: Gemeentemuseum Den Haag
- 1972: Württembergischer Kunstverein Stuttgart
- 1981: Staatsgalerie Stuttgart
- 1983: Städtische Galerie im Park Viersen
- 1994: KAOS-Galerie, Köln
- 1999: The Museum of Contemporary Japanese Poetry, Tanka and Haiku, Kitakami (Japan)
- 1999: Grafik Triennale, Frechen
- 2001: Grabbe-Gesellschaft, Detmold
- 2001: Kunstverein Aalen
- 2004: cubus kunsthalle Duisburg
- 2005: Kunstverein Region Heinsberg, Jubiläumsausstellung, 20 × 20
- 2006: Kunstverein Ahlen
- 2007: Städtische Galerie Fruchthalle, Rastatt
- 2007: Thomas Bernhard Archiv, Villa Toscana
- 2015: Kunstverein Aalen

## Arbeiten in öffentlichen Sammlungen
Brögs Werke befinden sich in zahlreichen öffentlichen Sammlungen, zum Beispiel im The Museum of Contemporary Japanese Poetry Tanka and Haiku in Kitakami (Japan). Aufbewahrungsorte in Deutschland sind unter anderen das Bilderbuchmuseum Burg Wissem in Troisdorf, die Bibliothek des Germanischen Nationalmuseums in Nürnberg, Schloss Rastatt, Städtische Galerie Neunkirchen (Schenkung Wolfgang Kermer), das Stuttgarter Institut für Auslandsbeziehungen sowie die Staatsgalerie Stuttgart (Graphische Sammlung), die Städtischen Sammlungen Schweinfurt und die Württembergische Landesbibliothek.

## Veröffentlichungen
- Zum Geniebegriff. Quellen, Marginalien, Probleme. Henn, Ratingen/Kastellaun, Düsseldorf 1973, ISBN 3-450-01064-6.
- als Hrsg.: Probleme der Semiotik unter schulischem Aspekt. Maier, Ravensburg 1977, ISBN 3-473-61414-9.
- als Mitherausgeber: Konkrete Kunst, konkrete Poesie. Programmatik, Theorie, Didaktik, Kritik. Henn, Kastellaun 1977, ISBN 3-450-01918-X.
- Erweiterung der allgemeinen Semiotik und ihre Anwendung auf die Life-Photographie. Grundlegende Überlegungen für eine künftige Didaktik und Semiotik der Fotografie. Henn, Kastellaun 1979, ISBN 3-450-01930-9.
- „Kunst“-Stoff-Kunst. In: T. Fecht, S. Weißler (Hrsg.): Plastik Welten. Berlin 1985.
- Barbara Wichelhaus. Arbeiten von 1985–2000. Städtische Galerie im Park Viersen, Viersen 2000, ISBN 3-00-006763-9.
- Das Dilemma, Kunst oder Nicht-Kunst – oder welche Kriterien lassen wir gelten. In: Afrika-Begegnung, Künstler, Kunst, Kultur, aus der Sammlung Artur und Heidrun Elmer. Städtische Galerie im Park Viersen, Viersen 2002.
- Das Wort „Kunst“ ist geblieben, das bezeichnende „Ding“ und der Begriff haben sich geändert. Die kritiklose Hinnahme zeitgenössischer Kunst als Gegenstand der Vermittlung. In: Jahreshefte der Kunstakademie Düsseldorf. Sonderband 5.1, 2002.
- Bild-Zeichen-Kunst. Bemerkungen zum bildvermittelten Verhältnis zwischen Patient und Therapeut. In: Korallenstock – Kunsttherapie und Kunstpädagogik im Dialog. Kopaed, München 2006, ISBN 3-938028-90-4.
- Auf Augenhöhe. Blicke auf Kunst und Kultur aus Afrika. Städtische Galerie im Park Viersen. Viersen 2008, ISBN 978-3-933969-89-7.
- Urnen des Epikur 1986–2003. Verlag der Buchhandlung Walther König, Köln 2009, ISBN 978-3-86560-747-8.
- Verspottetes Papier – Thermogravure bevorzugt –. Buchhandlung Walther König, Köln 2012, ISBN 978-3-941559-30-1.
- Copy Books und Anderes. 1958–2015. Buchhandlung Walther König, Köln 2016, ISBN 978-3-00-052997-9.

Brög veröffentlichte zahlreiche Essays und Rezensionen und verfasste Lexika-Einträge.